# Station Rieux-Angicourt
Station Rieux-Angicourt is een spoorwegstation in de Franse gemeente Rieux.

## Treindienst
| Serie | Treinsoort | Route                                            | Bijzonderheden |
| ----- | ---------- | ------------------------------------------------ | -------------- |
| C 13  | TER (SNCF) | Paris-Nord – Creil – Rieux-Angicourt – Compiègne |                |
| C 14  | TER (SNCF) | Paris-Nord – Rieux-Angicourt – Compiègne         |                |